# Adèle Dumilâtre
Adèle Dumilâtre, född 30 juni 1821 i Paris, Frankrike, död 4 maj 1909 i Paris, var en fransk ballerina. Hon gjorde debut på Parisoperan 1840.